# Estación Salto (Noroeste)
La Estación Salto Noroeste fue una estación de ferrocarriles de la ciudad de Salto propiedad de la The North Western Uruguay Railway Co.

## Historia
En 1868 se entrega la concesión para la construcción de un trazado entre Salto y Bella Unión, concesión que inicialmente fue entregada a capitales uruguayos, aunque estos posteriormente debieron vender parte de sus acciones en el Reino Unido, constituyendo en Londres  la Compañía North Western Railway of Montevideo, quien construyó la primera estación de ferrocarriles en el Departamento de Salto e inició la construcción del trazado. Aunque al poco tiempo de iniciadas las obras la empresa debió declararse en bancarrota, por lo cual las obras quedaron suspendidas.
En 1882 los antiguos acreedores de la Compañía, deciden crear una nueva compañía  denominada The North Western Uruguay Railway, quien retoma la construcción del trazado que había quedado inconcluso. El proyecto modificaría algunas secciones del trazado, así como la ubicación de su estación, la cual fue construida muy próxima al Puerto de Salto. Las obras de dicho trazado estuvieron a cargo del ingeniero Roberto Wilkinson, quien construyó el Teatro Larrañaga de dicha ciudad. Además de la construcción de la principal estación y sede administrativa de la empresa, se construyó a 500 metros de la misma un muelle de metal sobre el Río Uruguay con materiales importados del Reino Unido. Este muelle sería inaugurado en 1884 y recibiría la denominación de Muelle Negro.
La cercanía con el puerto, provocó que durante las crecidas del Río Uruguay, la estación se viera obligada a suspender sus operaciones.
En 1891 con la llegada del Ferrocarril Midland se construyó la Estación Midland de Salto. El trazado del Ferrocarril Midland y del Ferrocarril Noroeste fueron conectados y convivieron durante muchos años, hasta la desaparición del Ferrocarril Noroeste.

## Clausura
En los años cincuenta, luego de la nacionalización de los servicios ferroviarios en Uruguay, la estación y el trazado fueron suprimidos. El trazado volvería a ser reconstruido y utilizado en los años setenta solamente para servicios de carga.

El edificio de la estación, continúa estando en pie.